# The Brother (film, 2012)
Pour les articles homonymes, voir The Brother.
Pour plus de détails, voir Fiche technique et Distribution.
The Brother (黑暗中的救贖, Hei An Zhong De Jiu Shu) est un drame réalisé par An Zhanjun.

## Synopsis
Dans un club de nuit rempli de monde et bruyant, un groupe de jeunes gens s'adonne à la drogue pour passer le temps. Parmi la foule, Yu Lin, un jeune homme à l'air décontracté, fume une cigarette, assis dans un coin de la salle. À un moment, la police fait une descente dans le club. Pris de panique, Yun Lin tente de s'échapper et blesse un des clients par accident. Le lendemain matin, il est arrêté par la police. L'officier JianJun est chargé de cette affaire. Mais ce dernier ne sait pas encore qu'au cours de son enquêtes, ses rapports avec Yu Lin vont prendre une autre dimension et qu'un secret vieux de vingt ans va être dévoilé.

## Fiche technique
- Titre : The Brother
- Titre original : 黑暗中的救贖 (Hei An Zhong De Jiu Shu)
- Réalisation : An Zhanjun (安戰軍)[1]
- Pays d'origine : Chine
- Format : Couleurs
- Genre : Comédie
- Durée : 100 min
- Date de sortie : 21 juin 2012 (Chine), 24 août 2012 (Canada)
- Images : JiaPing Yuan
- Montage : LiZhen Liu
- Musique : XiaOu Hu
- Scénario : Bo Yu[2]

## Distribution
- Guo Jinglin
- Ren Quan
- Liu Mintao
- Hao Ping
- Yu Bo
- Sun Yili

## Festivals
- Montréal, Festival des films du monde 2012, 24 août 2012